# یسای ماریا بارنول
یسای ماریا بارنول (انگلیسی: Ysaye Maria Barnwell؛ زادهٔ ۲۸ فوریهٔ ۱۹۴۶) یک موسیقی‌دان اهل ایالات متحده آمریکا است. وی از سال ۱۹۷۷ میلادی تاکنون مشغول فعالیت بوده‌است.